# Галерија Јанка Магловског
| Галерија Јанка Магловског |                             |
|                           |                             |
|                           |                             |
| Врста:                    | Ликовна галерија-атеље      |
| Основана:                 | 15. октобра 1989.           |
| Седиште:                  | Бољевци Србија              |
| Власник:                  | Јанко Магловски             |
| Структура:                | - Изложбени простор - Атеље |

Галерија Јанка Магловског једна је од неколико приватна галерија Словака у којој слике и ликовне радове у дрвету излаже Јанка Магловског. Галерија се налази у селу Бољевци у и спада у значајну туристичку понуду овог села.

## Положај
Галерија се налази у улици Мира број 40 у селу Бољевци у градској општини Сурчин у граду Београду, Према попису из 2011. године село је имало 4.094 становника.

## Опис
Галеријски простор је уједно и ликовна радионица Јанка Магловског, у коме је он излаже ауторске радове, од уникатних комади дрвета, слике и друге дрвене предмете.
На сликам се најчешће виде мотиви словачке руралне средини у Војводини, библијске теме, као и дрву урезани Словачки дворци и тврђаве које су према речима аутора, симбол њихове домовине Словачке.
Радови из фонда галерије су често саставни део разних групних изложби у Србији, али и неколико самосталних изложби, укључујући и Кулпин родно место Јанка Магловског.